# Ото Нортхаймски
Ото II Нортхаймски (на немски: Otto II von Northeim; * 1020; † 11 януари 1083) от графския род Нортхайми, е херцог на Бавария през 1061 – 1070 г. Той е вожд на въстаналите сакси в Саксонската война против Хайнрих IV.

## Биография
Ото е единственият син на саксонския граф Бенно (Бернхард) фон Нортхайм († ок. 1049) и на графиня Айлика фон Швайнфурт или фон Щаде-Нордмарк († 1056). Той последва като Ото I през 1049 г. баща си като граф на Нортхайм и така принадлежи заедно с Билунгите и графовете на Щаде (Удони) към най-влиятелните личности в Източна Саксония.
През 1061 г. императрица Агнес Поатиенска го прави като Ото II херцог на Бавария. След една година той е в опозиция към нея и е един от водещите в „Държавния преврат от Кайзерсверт“. Същата година имперското правителство му дава задачата да нападне Унгария, за да постави там отново изгонения крал Шаламон. Освен това той участва в посланичества до Италия през 1064/1068 и през 1069 г. в похода против Вендите.
През 1070 г. той е свален от херцогската му служба, неговата собственост в Саксония е взета и е обявен за враг на империята. На Петдесетница 1071 г. той се подчинява на краля, който го държи затворен до юли 1072 г. След това Ото получава напълно собствеността си, но не и големите му дарения. През лятото на 1073 г. Ото ръководи саксонското въстание.
Ото умира на 11 януари 1083 г. и е погребан в Николай-капелата на Нортхайм. Неговият гроб е открит едва през 1977 г. Голямата му собственост отива по-късно на Лотар III, който е женен за Рихенза, внучката на Ото.

## Фамилия
Ото е женен от ок. 1050 г. за Рихенза Швабска (1025 – 1083), която преди това е била омъжена за граф Херман III от Верл и е дъщеря на херцог Ото II от Швабия. Двамата имат децата:
- Хайнрих Дебели († 1101), маркграф на Фризия
- Куно († 1103), граф на Байхлинген
- Зигфрид III († 1107), граф на Бойнебург
- Ото II, граф на Нортхайм
- Ида (1050/1060–сл. 1100), ∞ Тимо, граф на Брена (Ветини)
- Етелинда (1050–сл. 1075), ∞ I 1062 г. Велф I, херцог на Бавария, разведена 1070, ∞ II 1070 г. Херман, 1115 граф на Калвелаге
- Матилда ∞ граф Конрад фон Арнсберг-Верл